# Lightstorm Entertainment
A Lightstorm Entertainment é uma produtora americana fundada em 1990 pelo cineasta James Cameron e pelo produtor Lawrence Kasanoff. Suas produções incluem os filmes de Cameron, Terminator 2: Judgement Day, Titanic e Avatar; Cameron contratou outros cineastas para produzir e dirigir filmes sob a bandeira Lightstorm.

## Filmografia
| Filme                       | Data de Lançamento      | Diretor(es)       | Roteirista(s)                       | Produtor(es)                       |
| --------------------------- | ----------------------- | ----------------- | ----------------------------------- | ---------------------------------- |
| Terminator 2: Judgement Day | 3 de julho de 1991      | James Cameron     | James Cameron William Wisher        | James Cameron                      |
| The Abyss: Special Edition  | 26 de fevereiro de 1993 | James Cameron     | James Cameron                       | Gale Anne Hurd                     |
| True Lies                   | 15 de julho de 1994     | James Cameron     | James Cameron                       | James Cameron Stephanie Austin     |
| Strange Days                | 6 de outubro de 1995    | Kathryn Bigelow   | James Cameron                       | James Cameron Steven-Charles Jaffe |
| Titanic                     | 19 de dezembro de 1997  | James Cameron     | James Cameron                       | James Cameron Jon Landau           |
| Solaris                     | 29 de novembro de 2002  | Steven Soderbergh | Steven Soderbergh                   | James cameron Jon Landau           |
| Avatar                      | 18 de dezembro de 2009  | James Cameron     | James Cameron                       | James Cameron Jon Landau           |
| Alita: Battle Angel         | 14 de fevereiro de 2019 | Robert Rodriguez  | James Cameron Laeta Kalogridis      | James Cameron Jon Landau           |
| Terminator: Dark Fate       | 1 de novembro de 2019   | Tim Miller        | David Goyer Justin Rhodes Billy Ray | James Cameron David Ellison        |